# PENTAX K-70
PENTAX K-70（ペンタックス・K70）は、リコーイメージングがペンタックスブランドで発売しているデジタル一眼レフカメラである。
APS-Cサイズのセンサーを搭載し、ペンタックスのスタンダードクラスとしては初の「リアル・レゾリューション・システム」を搭載した全天候型一眼レフモデル。2016年7月22日発売開始。

## 概要

### 外装

#### ボディ
マグネシウム合金を採用、100点のシーリング部材をボディ全体に使用。エントリークラスのデジタル一眼レフカメラとしては珍しい、防塵・防滴構造、さらには-10℃での耐寒動作保証を実現した。

#### 操作ボタン・モードダイアル
十字キーのボタンに稜線が入っている。またダイヤルの高さや回しやすさ、ボタンの大きさを操作のしやすさが考慮され設計されている。

### 撮影性能

#### ISO感度
標準ISO100-102400の超高感度撮影が可能。

#### イメージセンサー
ローパスフィルタレス設計。APS-Cサイズ・多諧調14bitのCMOSイメージセンサー。有効画素数は2424万画素。

#### リアル・レゾリューション・システム
イメージセンサーを１画素ピッチずつ動かしながら４枚の写真を連続撮影し、カメラ内部で生成することで１枚の超高精細な画像を作り出す仕組み。

#### ローパスセレクター
イメージセンサーを微小駆動させることでモアレや偽色の発生を抑えることができる仕組み。

#### ボディ内手ぶれ補正
4.5段の手振れ補正効果のある独自の独自ボディ内手ぶれ補正機構SR(シェイクリダクション)が搭載されている。

### インターフェイス

#### ファインダー
視野率100％、倍率0.95倍(50mmF1.4・∞)のガラスペンタプリズムを採用。

#### AFセンサー
測距点は11点。うち9点はクロスセンサーである。さらに中央部のAFポイントは、F2.8光束対応。

#### 液晶モニター
バリアングル液晶モニターを搭載。ほかにも状況に応じてモニターの明るさの設定を簡単に変更できる「アウトドアモニター」や、画面を赤くすること暗所での目に対する刺激を抑えることができる「赤色画面表示」を設定することができる。